# Abilène (royaume syrien antique)
Pour les articles homonymes, voir Abilene.
L'Abilène (koiné : Ἀβιληνή), aussi appelée Abila, était une plaine et un district de la province romaine de Syrie situé autour de la localité actuelle de Suq Wadi Barada, appelée au Ier siècle Abila de Lysanias (Abilan de tên Lusaniou, latin : Abila Lysaniae) mentionnée chez Flavius Josèphe et dans la phrase du second prologue de l'évangile attribué à Luc.
Les limites de cette région ne sont pas exactement définies, mais semblent regroupées autour de l'ancienne ville d'Abila, au nord de la tétrarchie de Philippe appelé par la suite royaume de Batanée, à 20 km au nord-ouest de la ville de Damas. Ce territoire est aussi appelé tétrarchie de Lysanias par Flavius Josèphe, puis royaume de Chalcis, lorsque l'empereur Claude le donne au frère d'Agrippa Ier associé à la ville voisine de Chalcis (42), et qui est donc appelé pour cette raison Hérode de Chalcis. Selon l'historiographe, chargé de l'apologie des Flaviens, l'Abilène était un royaume ituréen indépendant jusqu'à ce que Caligula le donne à Agrippa Ier en même temps que le royaume de Batanée, juste après l'arrivée à Rome de Ponce Pilate renvoyé par Lucius Vitellius « pour qu'il s'explique auprès de l'empereur », peu après la mort de Tibère (16 mars 37). Après l'importante contribution des deux frères Agrippa et Hérode à l'arrivée au pouvoir de l'empereur Claude juste après le meurtre de Caligula, ce territoire est enlevé à Agrippa et donné par Claude à Hérode de Chalcis, alors qu'est donné à Agrippa en plus des territoires qui composaient déjà son royaume, ce qui constituait jusqu'alors la province romaine de Judée, reconstituant ainsi à peu de chose près le royaume de son grand-père, Hérode le Grand.

## Histoire
Le territoire de l'Abilène (ou Abiliane) était un petit royaume ituréen. En 36 av. J.-C., son souverain Lysanias succéda sur l'Iturée à son père Ptolémée Mennaeus, cheikh nomade fondateur de la dynastie de Lysanias. Celui-ci fut mis à mort sur ordre de Marc Antoine à la demande de Cléopâtre qui désirait s'emparer de ces territoires. Flavius Josèphe relate que les territoires de Lysanias ont été affermés à un certain Zénodore qui organisa le brigandage pour augmenter ses revenus. Deux inscriptions commémoratives de Nymphaios, un très riche affranchi du souverain d'Abilène permettent de savoir que ce roi d'Iturée appelé Zénodore était  le fils de Lysanias.
Le royaume d'Abilène fut implantée sur une partie de l'ancien royaume de Ptolémée Mennaeus. En 24 av. J.-C. ou 23 av. J.-C., Auguste décide de confier à Hérode Ier le Grand le gouvernement de cette région pour faire cesser ce brigandage. Ce royaume fut morcelé à la mort d'Hérode Ier le Grand, et l'Iturée qui en avait fait partie revint probablement à Hérode Archélaos, car Eusèbe de Césarée — qui cite un passage de Flavius Josèphe qui ne figure plus dans les versions actuelles — indique que Lysanias II en aurait obtenu la direction après la destitution d'Archélaos (6 ap. J.-C.). Toutefois l'Auranitide dont Flavius Josèphe précise que c'était une partie du domaine de Zénodore (une partie de l'Iturée) revint à Philippe le Tétrarque, un autre fils d'Hérode. Selon l'évangile attribué à Luc, Lysanias II est toujours le Tétrarque d'Iturée en 29.
Après la mort du tétrarque Philippe (34), Agrippa, part à Rome bien décidé à mettre en accusation Hérode Antipas. Toutefois, il est mis en prison par Tibère en 36. L'année suivante Tibère meurt (mars 37). Son successeur, Caligula, s'empresse alors de libérer Agrippa et lui attribue la tétrarchie d'Hérode Philippe II : « puis il lui mit le diadème sur la tête et le nomma roi de la tétrarchie de Philippe en lui faisant cadeau de celle de Lysanias II; en échange de sa chaîne de fer, il lui en donna une d'or de poids égal, et il envoya Marcellus comme vice-roi en Judée. »
En 42, Claude donne à Hérode roi de Chalcis « le royaume de Lysanias II. »
En 53, Claude, « donne à Hérode Agrippa II la tétrarchie de Philippe et la Batanée, en y ajoutant la Trachonitide et Abila, c'est-à-dire l'ancienne tétrarchie de Lysanias II, mais il lui enleva Chalcis qu'il avait gouvernée pendant quatre ans. »